# Thymoites simla
Thymoites simla är en spindelart som först beskrevs av Claude Lévi 1959.  Thymoites simla ingår i släktet Thymoites och familjen klotspindlar. Inga underarter finns listade i Catalogue of Life.